# 119 (număr)
119 (o sută nouăsprezece) este numărul natural care urmează după 118 și precede pe 120.

## În matematică
- Este un număr compus, având divizori 1, 7, 17, 119. Este și un număr semiprim,[2][3] al treilea din familia {7×q}.
- Este un număr Perrin, precedat în șir de numerele 51, 68, 90 (este suma primelor două).[4]
- Este suma a 5 numere prime consecutive: 119 = 17 + 19 + 23 + 29 + 31.
- Este suma a 7 numere prime consecutive: 119 = 7 + 11 + 13 + 17 + 19 + 23 + 29.
- Este un număr extrem cototient.[5][6]
- Este cel mai mic număr compus care este cu o unitate mai mic decât un factorial: 119 = 5! - 1.

## În știință
- Este numărul atomic al ununenniului, un element ipotetic.

### Astronomie
- NGC 119, o galaxie lenticulară, situată în constelația Phoenix.
- 119 Althaea, o planetă minoră (asteroid) din centura principală.
- 119P/Parker-Hartley, o cometă descoperită de 	Parker și Hartley.

## Alte domenii
O sută nouăsprezece se mai poate referi la:
- 1-1-9, numărul de telefon de urgență utilizat în unele state.